# Privilegium Minus
«Privilegium Minus» («Малі привілеї») — патент про особливі права Австрії та її чинної династії, який заклав основи незалежності Австрійської держави. Виданий 17 вересня 1156 року Фрідріхом I, імператором Священної Римської імперії,  Назва патенту (в перекладі з латини — «Малі привілеї») виникла як протиставлення «Privilegium Maius» («Великим привілеям»), недійсному документу кінця XIV століття, згідно з яким права й свободи Австрії розширювались майже до повної незалежності від імперії.
Патент «Privilegium Minus» було видано імператором Фрідріхом I з метою врегулювання тривалого конфлікту між династіями Вельфів та Бабенбергів за владу над Баварією. Імператор у 1156 році передав Баварію главі дому Вельфів Генріху Льву, а як компенсацію Генріху II Язомирготту затвердив особливі права для австрійських володінь останнього.
Згідно з «Privilegium Minus» Австрія, що раніше була маркграфством, підвищувалась до статусу герцогства. Визнавалось, що Австрія є спадковим володінням дому Бабенбергів, причому у випадку відсутності спадкоємців чоловічої статі австрійські землі дозволялось передавати жіночою лінією. Це право було для того часу винятковим: відповідно до салічного закону, ухваленого у більшості князівств імперії, жінки виключались з права спадкування. Більше того, «Privilegium Minus» визнавав за герцогами Австрії право призначення собі наступника.
Патент також проголошував Австрію незалежною від Баварії та розширював її права в імперії. Герцогу дозволялось не відвідувати імперські рейхстаги, окрім тих, які скликаються у Баварії. Надання воєнної допомоги імператорам обмежувалось лише випадками, коли воєнні дії ведуться поблизу австрійських кордонів.
Право спадкування австрійських земель жінками, надане «Privilegium Minus», відіграло важливу роль у боротьбі за корону Австрії, що спалахнула після смерті у 1246 році герцога Фрідріха II, останнього Бабенберга. У цій боротьбі брав участь баденський маркграф Герман VI і богемський король Пржемисл Отакар II. Урешті-решт австрійський престол посіли Габсбурги.
У XVIII столітті на базі «Privilegium Minus» було видано знамениту «Прагматичну санкцію» 1713 року, яка оголошувала спадкоємицею австрійських земель Марію Терезію. Вступ Марії Терезії на престол 1740 року викликав війну за Австрійську спадщину.